# Teodósio Rostotski
Teodósio Rostotski (nascido: Tadeusz Teodozy Bołbas-Rostocki; em polonês/polaco:  Teodozy Rostocki; 1725, arredores de Slonim, Comunidade Polaco-Lituana – 25 de janeiro de 1805, São Petersburgo, Império Russo) foi metropolita de Kiev, Galícia e Toda a Rutênia. Ele se tornou o primeiro bispo uniata que foi membro do Senado polonês.
Em 19 de junho de 1785, Rostocki foi ordenado pelo primaz da Igreja uniata Jasão Smogorzewski junto com os bispos Cipriano Stecki e João Kaczkowski como bispo de Chelm. No início daquele ano, ele também foi confirmado como bispo metropolitano coadjutor de Kiev, Galícia e toda a Rutênia.
Após a morte de Jasão Smogorzewski , em 1º de novembro de 1788 ele sucedeu como bispo metropolitano de Kiev, Galícia e Toda a Rutênia. Em 1790 ele renunciou como bispo de Chelm. Em 1796 Rostocki criou a Eparquia de Suprasl no território da Nova Prússia Oriental, cuja criação foi aprovada pelo Papa em alguns anos.
Ele consagrou os bispos Josafá Bulgak, Porfírio Skarbek Wazynski e Adriano Butrymowicz.
Após a terceira partição da Polônia, Rostocki foi detido pelas autoridades russas e forçado a se mudar para São Petersburgo, onde morreu em 1805.